# رویدادهای پس از اعلام نتیجه انتخابات ریاست‌جمهوری ایران (۲۶ خرداد)
|  |

در صبح این روز محمدعلی ابطحی، سعید حجاریان و عبدالفتاح سلطانی نیز دستگیر شدند.
یک روز پس از تظاهرات میلیونی مردم تهران در مخالفت با نتایج انتخابات ریاست جمهوری ایران، بسیاری از معترضان خواستار تکرار آن در روز سه‌شنبه، ساعت پنج بعد از ظهر در میدان ولی‌عصر تهران شده‌اند.
از آن سو در اطلاعیه‌ای که در روزنامه ایران منتشر شد از حامیان احمدی‌نژاد خواسته شده‌است در «اجتماع بزرگ مردمی در اعتراض به تشنج‌آفرینی‌های اخیر» در همان محل یعنی میدان ولیعصر تهران در ساعت ۴ بعدازظهر شرکت جویند.
ستاد میرحسین موسوی در اطلاعیه‌ای با تأکید بر اینکه موسوی در راهپیمایی خیابان ولیعصر حضور نخواهد داشت از همه مردم درخواست کرد که در دام درگیری‌های طراحی شده قرار نگیرند. به گزارش گویا نیوز یکی از اعضای ستاد موسوی اعلام کرد که دولت و نیروی انتظامی و پلیس قصد دارد از برنامه امروز ساعت پنج به عنوان «دام مرگ» استفاده کند.
وی اعلام کرد نیروهای سرکوبگر قصد دارند چهارصد-پانصد نفر از مردم را به دام انداخته و بکشند تا با ایجاد ترس در مردم جلوی جنبش مردم در دفاع از حقوق و رای شان را بگیرند. پس از آن بسیاری از مردمی که به سمت میدان ولیعصر حرکت می‌کردند، مسیر راهپیمایی را خود را به مقابل صداوسیما تغییر دادند. این تجمع آرام گزارش شده اما در منطقهٔ آزادی نیروهای نظامی برای متفرق کردن مردم از گاز اشک‌آور و باتوم استفاده کرده‌است.
همزمان صداوسیما مانور تبلیغاتی گسترده‌ای بر روی اجتماع حامیان احمدی‌نژاد در میدان ولیعصر داشت.
نیروهای لباس شخصی در بامداد روز سه شنبه درحالیکه مجهز با باتوم، شوکر و … بودند به شهرک سبحان واقع در بلوار کاوه تهران حمله‌ور شده و پس از ورود به منازل به ضرب و شتم وحشیانه مردم و آسیب رساندن به اموال آنان پرداختند.
محمد توسلی، رئیس دفتر سیاسی نهضت آزادی ایران توسط دادگاه انقلاب بازداشت شد. مهندس محمد توسلی عضو شورای مرکزی نهضت آزادی ایران، که سابقه بازداشت‌های طولانی مدت قبل و بعد از انقلاب را دارد، از محل کار خود توسط مأمورین امنیتی به مکان نامعلومی منتقل شد. در پی بازداشت مهندس توسلی، مأمورین با مراجعه به منزل ابراهیم یزدی دبیر اول نهضت آزادی ایران خواستند او را بازداشت کنند که وی در منزل حضور نداشت.

## تداوم تظاهرات در شهرستان‌ها
تظاهرات در شهرستان‌ها ادامه یافت از جمله در مشهد (پارک ملت، میدان ملک‌آباد، میدان احمدآباد، بلوار سجاد و سه‌راه هنرستان) مردم به برپایی تظاهرات پرداختند که توسط بسیج و پلیس سرکوب شد.
در تبریز نیز تظاهرات گسترده مردمی و دانشجویی ادامه یافت.
تبریز در بایکوت کامل خبری نگه داشته شده، تلفن‌های همراه از جمله همراه اول و ایرانسل و تالیا به‌طور کل در تبریز قطع و در برخی مناطق در شب گذشته صدای تیراندازی شنیده شده‌است. معترضان به نتیجه انتخابات در ارومیه نیز اقدام به تجمع کرده و شعارهایی را در حمایت از آقای موسوی به زبان ترکی داده‌اند. اما این تجمع با حمله نیروهای انتظامی مواجه شده و براساس گزارش‌های تأیید نشده تعدادی نیز بازداشت شده‌اند. خطوط تلفن همراه، اس‌ام‌اس و اینترنت در ارومیه نیز مختل شده‌است. گزارش‌هایی نیز از درگیری میان جوانان و مأموران در خرم‌آباد و زاهدان نیز گزارش شده‌است. شیراز نیز دستخوش ناآرامی‌هایی بوده‌است، تجمع روز گذشته در شیراز در ابتدا با آرامش برگزار شد، اما در ادامه نیروی انتظامی به دانشجویان و مردم حمله کرد. همچنین رئیس دانشگاه شیراز از سمت خود استعفا کرد. در بندرانزلی نیز دیشب جوانان منطقه غازیان پس از درگیری با لباس شخصی‌ها و نیروهای یگان ویژه، میادین هلال احمر و مالا را بستند.

## نامه شجریان به ضرغامی
محمدرضا شجریان در نامه‌ای به عزت‌الله ضرغامی از وی خواست تا از پخش آثار او خودداری کند. وی گفت: «سرودهایی که خوانده به ویژه سرود «ای ایران ای سرای امید» متعلق به سال‌های ۱۳۵۷ و ۱۳۵۸ بوده و «هیچ ارتباطی با شرایط کنونی ندارد». وی در گفتگو با بی‌بی‌سی گفت: «در شرایطی که مردم در بهت و حیرت هستند و به گفته آقای احمدی نژاد، خس و خاشاک به حرکت درآمده‌اند، صدای من در صدا و سیما جایی ندارد. صدای من صدای خس و خاشاک است و همیشه هم برای خس و خاشاک خواهد بود.» محمدرضا شجریان اعلام کرده سازمان صدا و سیما هیچ نقشی در تهیه این آثار نداشته و به حکم قانون و شرع از این سازمان خواسته صدا و آثار او را در هیچ‌یک از واحدهای رادیو و تلویزیون پخش نکند. صداوسیما در آستانه انتخابات و پس از آن به نحو گسترده‌ای از آثار شجریان و سایر ترانه‌های با مضمون ملی استفاده می‌کرد.
وی همچنین در تظاهرات اعتراضی مردم دیده شد.

## تخریب اموال عمومی
در نیمه شب‌ها افراد ناشناسی که گمان می‌رود نیروهای یگان ویژه و بسیجی هستند اقدام به تخریب اموال عمومی و شکستن شیشه اتوموبیل‌ها و اتوبوس‌ها می‌کنند و عامل این خسارات را به عهده طرفداران میرحسین موسوی که نام آنان را اراذل و اوباش می‌نامند می‌گذارند.

## بیانیه آیت‌الله منتظری
آیت‌الله منتظری قائم مقام روح‌الله خمینی که به‌دلیل اعتراضات خود در سال‌های پایانی دهه شصت برکنار و بخاطر انتقادات از علی خامنه‌ای بارها مورد حمله قرار گرفته و چندین سال در حبس خانگی بود، با انتشار بیانیه‌ای پیرامون انتخابات و حوادث آن گفت: «در جلوی چشم جهانیان و در حضور دوربین‌های خبرنگاران داخلی و خارجی به جان فرزندان این مردم و این مملکت افتاده و با شدت و خشونت کامل با زنان و مردان بی‌دفاع و دانشجویان عزیز برخورد کرده و آن‌ها را سرکوب و مضروب و دستگیر نمودند، و اینک به دنبال تسویه حساب‌های سیاسی، با فعالان و اندیشمندان و روشنفکران برآمده و عده کثیری را که بعضاً از مسئولین بلند مرتبه نظام جمهوری اسلامی بوده‌اند بی‌جهت دستگیر و بازداشت می‌کنند.» وی افزود که تغییرات عمده‌ای در آرای مردم داده شده‌است. پیش از این نزدیکان وی اعلام کرده بودند که او پس از سال‌ها برای اولین بار در انتخابات شرکت کرده و رای داده‌است.

## راهپیمایی در اعتراض به «آشوب طلبی
به دعوت شواری تبلیغات اسلامی و سپاه پاسداران و با تبلیغات گسترده صداوسیما عده‌ای در اعتراض به آنچه آشوب طلبی می‌نامیدند در تظاهراتی در میدان ولیعصر شرکت کردند. تعداد تظاهرات کنندگان ده‌ها هزار تن اعلام شد. شعارهای تظاهرات کنندگان «حسین حسین شعار ماست شهادت افتخار ماست»، «مرگ بر منافق»، «منافق مسلح اعدام باید گردد»، «مرگ بر ضد ولایت فقیه»، «مرگ بر آمریکا» و «ما اهل کوفه نیستیم علی تنها بماند» بود.

## تظاهرات پزشکان و پرستاران بیمارستان رسول اکرم
تظاهرات پزشکان و پرستاران بیمارستان رسول اکرم در اعتراض به کشتار و زخمی کردن جمع کثیری از کسانی که در راهپیمایی ۲۵ خرداد شرکت داشتند.

## درگیری‌های پراکنده و حمله نیروهای بسیج
در ادامه تظاهرات و تجمع که تا نیمه شب در میدان ونک و خیابان ولیعصر تا صدا و سیما ادامه داشت، نیروهای موتور سوار بسیج که از میدان ولیعصر تا میدان ونک کنترل خیابان را در دست داشتند به تجمع کنندگان در میدان ونک و خیابان گاندی حمله بردند که باعث درگیری مردم با نیروهای بسیج و به خشونت کشیده شدن درگیری‌ها شد. نیروهای بسیج با سلاح کمری به سمت مردم شلیک کردند که به گفته شاهدان عینی حداقل ۲ نفر مورد اصابت گلوله قرار گرفتند. یکی از این افراد ابوالفضل بابایی بود که به بیمارستان بقیةالله الاعظم منتقل شد.

## حمله لباس شخصی‌ها با چوب و چماق به بیمارستان دی
بگزارش پایگاه خبری شهاب نیوز، «تعدادی از افراد لباس شخصی شامگاه روز سه شنبه ۲۶ خرداد به بیمارستان «دی» واقع در تقاطع خیابان توانیر و خیابان ولی‌عصر تهران حمله کرده و با تهدید پزشکان و کادر درمانی، جوی از رعب و وحشت را ایجاد کردند. حمله افراد لباس شخصی به بیمارستان دی در حالی رخ داد که ساعاتی قبل از آن، تعدادی از مجروحان ناآرامی‌های روز سه‌شنبه تهران توسط اورژانس یا مردم به این بیمارستان منتقل شده بودند. طی روزهای شنبه، یک‌شنبه و دوشنبه نیز تعدادی از مجروحان و کشته شدگان ناآرامی‌ها و اعتراضات تهران به این بیمارستان منتقل شده‌اند. افراد لباس شخصی که مجهز به چوب، چماق، باتوم، زنجیر، اسپری و بعضاً سلاح و بیسیم بودند پس از مراجعه به بیمارستان دی و عبور توأم با تهدید از نگهبانی و حراست بیمارستان؛ وارد بخش اورژانس شدند و از پزشکان و کارد پرستاری با حالتی تهدیدآمیز خواستند که مجروحان ناآرامی‌ها را درمان نکنند! این افراد با پرخاشگری، مجروحان ناآرامی‌ها را «منافق»، «عوامل دشمن»، «جاسوس» و «اراذل و اوباش» خواندند و خطاب به کادر پرستاری بیمارستان با تهدید تأکید کردند که حق ندارند این افراد را درمان کنند. گفتنی است کادر پزشکی و امدادی حتی در جریان جنگ جهانی دوم نیز از آزادی و امنیت برخوردار بودند.»

## درخواست مجوز برای راهپیمایی روز چهارشنبه
شورای هماهنگی جبهه اصلاحات از وزارت کشور درخواست کرد مجور لازم را برای راهپیمایی مسالمت‌آمیز روز چهارشنبه را صادر کند. قرار است این راهپیمایی مسالمت‌آمیز روز چهارشنبه ۲۷ خرداد از ساعت چهار بعد از ظهر از میدان انقلاب به سوی میدان آزادی برگزار شود. البته در راهپیمایی سه شنبه ۲۶ خرداد مردم قرار حضور در میدان هفت تیر در ساعت پنج را گذاشته بودند.